# Störningsteori
Störningsteori är en approximationsmetod i kvantmekaniken där man beskriver ett svårare system som ett enklare (helst analytiskt lösbart) system plus en (liten) avvikelse. Detta möjliggör att vi kan hitta bra lösningar till många analytiskt olösbara system som stämmer bra överens med experimentella observationer. Kanske mest känt är den tydligt framträdande gula så kallade natriumdubbletten i spektrumet för natrium. Störningsteori är att betrakta avvikelsen från ett analytiskt lösbart problem i korrektioner till olika ordningar, i avtagande påverkan, och ta hänsyn till fler och fler detaljer i avvikelsen. Högre ordningars korrektioner ger därmed också noggrannare resultat.

## Exempel på tillämpningar
Ett exempel är lösningsmetoden av Schrödingerekvationen för väteatomen. Man kan få en approximativ lösning med en icke-relativistisk hamiltonoperator. Sedan beaktar man relativistiska effekter genom att ta med dessa som störningstermer.
Andra viktiga exempel är spinn-ban-koppling mellan banrörelsemängdsmomentet och rörelsemängdsmomentet spinn för elektronen, vilket ger finstrukturen för energinivåerna och förklarar den tydligt framträdande natriumdubbletten. Atomer i (tillräckligt svaga) magnetiska fält kan också studeras med störningsteori i den så kallade zeemaneffekten.

## Tidsoberoende störningsräkning
Tidoberoende störningsräkning, när hamiltonianen inte har något tidberoende utan är stationär, föreslogs av Erwin Schrödinger 1926
. I denna publikation refererar Schrödinger till föregående arbete av Lord Rayleigh, som undersökte en strängs harmoniska vibrationer med en liten inhomogen störning. Därför kallas denna störningsteori ibland Rayleigh–Schrödingers störningsteori.

### Första ordningens korrektion
Vi börjar med att identifiera ett känt problem som den ostörda hamiltonianen H0. Detta system har en känd lösning med kända egentillstånd och egenvärden
{\displaystyle H_{0}\left|n^{(0)}\right\rangle =E_{n}^{(0)}\left|n^{(0)}\right\rangle ,\qquad n=1,2,3,\cdots }.
Om vi nu introducerar en störning V till det kända problemet kan vi med λ som en dimensionslös parameter mellan  0 (ingen störning) till 1 (hela störningen), kan vi skriva hela hamiltonianen för problemet som
{\displaystyle H=H_{0}+\lambda V}
Energinivåerna och egentillstånden till denna hamiltonian fås från Schrödingerekvationen som
{\displaystyle \left(H_{0}+\lambda V\right)|n\rangle =E_{n}|n\rangle .}
Vi kan då skriva En och {\displaystyle |n\rangle } uttryckt i energinivåerna och egentillstånden till det ostörda problemet H0. Om störningen är tillräckligt liten kan vi taylorutveckla dessa i potenser av λ
{\displaystyle {\begin{aligned}E_{n}&=E_{n}^{(0)}+\lambda E_{n}^{(1)}+\lambda ^{2}E_{n}^{(2)}+\cdots \\|n\rangle &=\left|n^{(0)}\right\rangle +\lambda \left|n^{(1)}\right\rangle +\lambda ^{2}\left|n^{(2)}\right\rangle +\cdots \end{aligned}}}
Genom att sätt in detta i Schrödingerekvationen och hålla ordningen på potenser av λ fås att första ordningens korrektion 
till energinivåerna är 
{\displaystyle E_{n}^{(1)}=\left\langle n^{(0)}\right|V\left|n^{(0)}\right\rangle }
Första ordningens korrektion till vågfunktionen fås genom att använda detta, sätta in i Schrödingerekvationen och använda  vågfunktionernas ortonormalitet,
{\displaystyle \left|n^{(1)}\right\rangle =\sum _{k\neq n}{\frac {\left\langle k^{(0)}\right|V\left|n^{(0)}\right\rangle }{E_{n}^{(0)}-E_{k}^{(0)}}}\left|k^{(0)}\right\rangle }

### Andra ordningens korrektion
Andra ordningens korrektion fås på samma sätt från insättning av utvecklingen i termer av {\displaystyle \lambda } i Schrödingerekvationen som
{\displaystyle E_{n}^{(2)}=\sum _{k\neq n}{\frac {\left|\left\langle k^{(0)}\right|V\left|n^{(0)}\right\rangle \right|^{2}}{E_{n}^{(0)}-E_{k}^{(0)}}}}
för andra ordningens korrektion till energin och andra ordningens korrektion till vågfunktionen blir
{\displaystyle \left|n^{(2)}\right\rangle =\sum _{k\neq n}\sum _{\ell \neq n}\left|k^{(0)}\right\rangle {\frac {\left\langle k^{(0)}\right|V\left|\ell ^{(0)}\right\rangle \left\langle \ell ^{(0)}\right|V\left|n^{(0)}\right\rangle }{\left(E_{n}^{(0)}-E_{k}^{(0)}\right)\left(E_{n}^{(0)}-E_{\ell }^{(0)}\right)}}-\sum _{k\neq n}\left|k^{(0)}\right\rangle {\frac {\left\langle n^{(0)}\right|V\left|n^{(0)}\right\rangle \left\langle k^{(0)}\right|V\left|n^{(0)}\right\rangle }{\left(E_{n}^{(0)}-E_{k}^{(0)}\right)^{2}}}-{\frac {1}{2}}\left|n^{(0)}\right\rangle \sum _{k\neq n}{\frac {\left\langle n^{(0)}\right|V\left|k^{(0)}\right\rangle \left\langle k^{(0)}\right|V\left|n^{(0)}\right\rangle }{\left(E_{n}^{(0)}-E_{k}^{(0)}\right)^{2}}}.}
Notera att detta gäller för ett icke-degenererat fall.

## Tidsberoende störningsräkning
I tidsberoende störningsräkning, som utvecklades av Paul Dirac, studeras en tidsberoende potential V(t) som störning till den tidsoberoende hamiltonianen H0.
Hamiltonianen till det störda systemet är alltså
{\displaystyle H=H_{0}+\lambda V(t)~.}
Med {\displaystyle |\psi (t)\rangle } som egentillstånd till det störda systemet vid tiden t, uppfyller detta den tidsberoende Schrödingerekvationen
{\displaystyle H|\psi (t)\rangle =i\hbar {\frac {\partial }{\partial t}}|\psi (t)\rangle ~.}
Egentillståndet kan uttryckas som en linjärkombination av den kompletta egenbasen {\displaystyle |n\rangle }, alltså
{\displaystyle |\psi (t)\rangle =\sum _{n}c_{n}(t)e^{-iE_{n}t/\hbar }|n\rangle }
där cn(t) är de komplexa tidsberoende koefficienterna som tolkas som sannolikhetsamplituder för motsvarande tillstånd.
Kvadraten av dessa sannolikhetsamplituder cn(t) ger sannolikheten att systemet befinner sig i tillståndet  n vid tiden  t, eftersom
{\displaystyle \left|c_{n}(t)\right|^{2}=\left|\langle n|\psi (t)\rangle \right|^{2}~.}
Insättning i den tidsberoende Schrödingerekvationen ger
{\displaystyle {\frac {\partial c_{n}}{\partial t}}={\frac {-i}{\hbar }}\sum _{k}\langle n|V(t)|k\rangle \,c_{k}(t)\,e^{-i(E_{k}-E_{n})t/\hbar }~.}
En exakt lösning till detta är svårt att hitta, särskilt när det finns många energinivåer. Skriver man om ekvationen ovan på integralform
{\displaystyle c_{n}(t)=c_{n}(0)+{\frac {-i}{\hbar }}\sum _{k}\int _{0}^{t}dt'\;\langle n|V(t')|k\rangle \,c_{k}(t')\,e^{-i(E_{k}-E_{n})t'/\hbar }~.}
kan man utveckla lösningen för cn som
{\displaystyle c_{n}(t)=c_{n}^{(0)}+\lambda c_{n}^{(1)}+\lambda ^{2}c_{n}^{(2)}+\cdots }

### Första ordningens approximation
Dessa koefficienter cn(t) kan till första ordningens approximation beräknas som 
{\displaystyle c_{n}^{(1)}(t)=\delta _{nk}-{\frac {i}{\hbar }}\int _{0}^{t}\;\langle n|V(t')|k\rangle \,e^{-i(E_{k}-E_{n})t'/\hbar }\mathrm {d} t'~.}
givet att systemet vid tiden {\displaystyle t=0} befinner sig i tillståndet {\displaystyle |k\rangle }.
Sannolikheten att systemet befinner sig i tillståndet n vid tiden  t ges då av
{\displaystyle P_{k\rightarrow n}^{(1)}(t)=\left|c_{n}^{(1)}(t)\right|^{2}~.}
Ytterligare resultat följer av detta, såsom Fermis gyllene regel, vilken relaterar övergångssannolikheten per tidsenhet mellan kvanttillstånd; eller dysonserien som lägger grunden för Feynmandiagram.